# البعنة
البعنة (بالعبريَّة: בּענה) هي بلدة عربيَّة تقع في منطقة الجليل، وإداريًا في المنطقة الشمالية شمال إسرائيل. تقع البلدة في الشاغور الشمالي على تَل تبعد عن عكا للشرق نحو 22 كم شمال شارع عكا صفد نحو 1 كم مساحة القرية حوالي 110 دونمات للبناء و6000 دونم المسطح وترتفع عن سطح البحر حوالي 300 م. في عام 2003 اندمجت البعنة مع مجد الكروم ودير الأسد لتشكيل مدينة الشاغور، لكن عادت كمجلس محلي في عام 2008 بعد حل مدينة الشاغور. تضم البلدة على أغلبية مسلمة وأقليَّة مسيحية؛ في عام 2021 كان عدد سكانها حوالي 8,536 نسمة. 

## التسمية
البعنة هي كلمة آرامية تعني حظيرة الغنم، وهي على موقع «بيت عناتا»، وهي مشتقة من اسم «عناة» وهو إله سامي. وكانت القرية اقطاعاً لليوناني أبولونيوس، وزير المال، في القرن الثاني قبل الميلاد. وكان اسمها الصليبي «سانت جورج» ومن أسموها دير البعنة. وذكرت المصادر الصليبيَّة عدة مرات كنيسة سانت جورج في لي بعنة أو البعنة. وذكرت أيضاً أنَّ فيها راهبتين وهما أنجيريوس وليوث براند، وكاهنين هما بندكت وسلفستر. وتشير الوقائع الفلسطينية إلى أن الدير فيها صليبي الأصل.
البعنة الحالية هي قرية جديدة، بدأ السكن فيها في القرن السادس عشر، بعد أن أوقفت «دير البعنة» على الشيخ الصفدي الصوفيّ أحمد بن أسعد البقاعي المُلقب بالأسد، فبقيت كلمة دير للأسد، ولم تلتصق بالبعنة، وذلك أيام السلطان العثماني سليم الأول (1520-1566). وفي القرن السابع عشر سكنها المسلمون إلى جانب سكانها المسيحيين. هناك الكثير من أسماء المواقع التي لا تختفي، ولكن تنتقل من مكان إلى آخر، مع التغييرات السياسية لهذا الموقع. مثال على ذلك ما جرى لإسم القديس جوارجيوس في البعنة، الذي انتقل إلى مغارة تبعد حوالي 2 كم إلى الشرق من دير الأسد والبعنة المعروفة باسم «مغارة الخضر». والخضر هو اسم يطلق شعبياً على البني إيليا أو جوارجيوس. ومن المعتقد أن مسلمي دير الأسد، والذين قدموا إلى القرية في القرن السادس عشر، مع الصوفي أحمد بن الأسد، لم يرضوا أن يعيشوا في ظلّ اسم لقديس مسيحي، فاتخذوا إسماً اسلامياً وهو «الخضر»، ونقلوا العبادة شرقاً، وعينوا للمقام الجديد قيماً يحرسه ويرشد الناذرين إليه.

## تاريخ

### العصور الكلاسيكية
جنبا إلى جنب مع العديد من المواقع الأخرى، تم اقتراح البعنة كموقع لبيت عناث القديمة المذكورة في النصوص المصرية والتوراتية. وتُشير الأدلة الأثرية إلى أن البعنة، على الرغم من احتمال استيطانها في العصر البرونزي المبكر، لم تعد مسكونة في أواخر العصر البرونزي. ومن بين أسماء الأماكن الموجودة في قائمة رمسيس الثاني، لا تزال بيت عناث هي الاسم الوحيد الذي يشير بوضوح إلى الجليل وفقًا لسفر القضاة.

### العصور الوسطى
بقيت أخبار البعنه التاريخية مقفلاً عليها إلى أن احتلها صلاح الدين الايوبي من الصليبين وبعد معركة حطين عام 1187م. وتذكر النصوص أنه 79 سنة كانت حالة القرية خراباً على يد الظاهر بيبرس السلطان الرابع من سلاطين المماليك عقب احتلاله لمنطقة الجليل من الصليبين بإسثناء مدينة عكا عام 1266. ولم يدم الخراب طويلاً فسكنت من المسلمين ومسيحيين ومن جهات شتى. وليس من شك أن طائفة صغيرة من مسيحييها عادت إليها لأن بيبرس هاد وسالم مسيحيي البلاد التي اجتاحها كما ذكر بعضهم.

### العصر العثماني
في عام 1517 دُمجت البعنة، مع باقي فلسطين، في الدولة العثمانية بعد أن تم الإستيلاء عليها من المماليك، وبحلول عام 1596 ظهر في سجلات الضرائب على أنها تابعة لناحية عكا، وهي جزء من سنجق صفد. وكان عدد سكانها 61 أسرة منهم 46 من المُسلمين وحوالي 15 من المسيحيين. دفع القرويون نسبة ضرائب ثابتة قدرها 25% على مختلف المنتجات الزراعية، بما في ذلك القمح والشعير والزيتون والقطن والماعز أو خلية النحل، بالإضافة إلى معصرة للعنب أو الزيتون؛ في ما مجموعه 7,134 آقجة.
في عام 1739 انتزع ظاهر العمر الزيداني البعنه من محمد النافع صاحب صفد بعد أن ضرب قلعتها الصليبيه بمدفعيته. وفي زمن سليمان باشا عّين موسى أبو ريّا من سخنين وكيلاً على مقاطعتي الشاغور والجبال وترشيحا لجمع الضرائب. أظهرت خريطة تعود إلى فترة غزو نابليون عام 1799 من قبل بيير جاكوتين المكان المسمى باسم «البعنة»،  بينما في عام 1838، تم اعتبار البعنة كقرية مسيحية أرثوذكسية في منطقة الشاغور، الواقعة بين صفد وعكا وطبريا.
في عام 1875 زار فيكتور جويرين القرية وقال أنّ السكان منقسمون بين الموحدون الدروز والمسيحيين الروم الأرثوذكس. وقال أن الكنيسة «اليونانية» بُنيت مؤخراُ على كنيسة خربة أخرى، وقد كُرست للقديسة بربارة، وأضاف أن الكنيسة نظيفة مصونة وحولها مقبرة للمسيحيين، وقال أن للدروز هناك (مسجدّ!) يقولون أنه بني على أثر كنيسة قديمة، وقد أخرجوا منها جرن معمودية كبير. في أواخر القرن التاسع عشر، تم وصفها بأنها قرية تضم على حوالي 300 مسلم وحوالي 100 مسيحي، وتحيط بها الزيتون والأراضي الصالحة للزراعة. وشوهدت ناووس أيضًا مُلقاة خارج البلدة.
وصف الملازم هربرت كتشنر من صندوق استكشاف فلسطين القرية تحت اسم «البعنة». وأظهرت قائمة السكان تعود إلى حوالي عام 1887 أنّ البعنة كان فيها 620 نسمة، وكان عدد المُسلمون أكثر قليلاً من المسيحيين الروم الكاثوليك.

### الانتداب البريطاني
في تعداد فلسطين لعام 1922 الذي أجرته سلطات الانتداب البريطاني، كان عدد سكان البعنة حوالي 518 نسمة؛ منهم 311 مسلماً وحوالي 207 مسيحيًا،  وكان جميع المسيحيين من الروم أرثوذكس. بحلول عام 1931، إزداد عدد السكان ليصل إلى حوالي 651 شخص؛ كان منهم حوالي 441 مسلمًا وحوالي 210 مسيحيًا، يعيشون في ما مجموعه 133 منزلًا.
في إحصاءات عام 1945 ضمت البعنة حوالي 830 نسمة؛ كان منهم حوالي 530 مُسلم وحوالي 300 مسيحي. وكان أهالي القرية يملكون 14,839 دونماً من الأراضي، بينما كانت 57 دونماً عامة. وكانت 1,619 دونم عبارة عن مزارع وأراضي قابلة للري، وكانت 5,543 دونم تستخدم للحبوب،  في حين أن 57 دونماً كانت عبارة عن أرض مبنية (حضرية).

### دولة إسرائيل
خلال عملية حيرام بين 29 إلى 31 أكتوبر من عام 1948، استسلمت القرية للجيش الإسرائيلي. وهرب العديد من القرويين شمالاً ولكن بقي بعضهم ولم يتعرضون للطرد. وظلّت القرية خاضعة بموجب الأحكام العرفية حتى عام 1966.
في عام 1981، تم إنشاء حي بدوي في القرية، يسكنه أفراد من قبيلة سواعد من الرامة. في عام 2017 كان حوالي 92.6% من السكان من المُسلمين، وكان حوالي 7.4% من السكان من أتباع الديانة المسيحية. على مدار السنوات شهدت نسبة المسيحيين انخفاضاً بسبب الهجرة المسيحية إلى الرامة والجش وشفا عمرو، وبسبب انخفاض نسبة المواليد بين المسيحيين بالمقارنة مع نسبة المواليد بين المُسلمين في البلدة. ومن الحمائل المسيحية في البلد آل إلياس، والخازن، وجريس، وحناوّي ومبارك. ويتبع جلّ المسيحيين في البلدة طائفة الروم الأرثوذكس وكنيسة الروم الملكيين الكاثوليك ويملكون كنيستين وهي كنيسة القديسة بربارة الأرثوذكسية وكنيسة مار بطرس وبولس للروم الملكيين الكاثوليك.
في عام 2017 نما عدد السكان بمعدل نمو سنوي بلغ 1.5%. وكانت في المرتبة الثانية من أصل عشرة في المؤشر الاجتماعي-الاقتصادي في عام 2017. وبلغت نسبة المؤهلين للحصول على شهادة الثانوية العامة أو البجروت بين طلاب الصف الثاني عشر في المدارس الحكوميَّة بين عام 2016 وعام 2017 حوالي 69.2%. وكان متوسط الراتب الشهري للسكان في نهاية عام 2016 هو 4,999 شيكل جديد بالمقارنة مع المتوسط الوطني حوالي 8,913 شيكل جديد.

## أحياء البلدة

### حارة البلدة القديمة
حارة البلدة القديمة أو حارة الجامع – الشونة هي الأقدم في القرية من حيث الابنيه والشوارع وما زال فيها بعض البيوت القديمة أو المرممة، وعلى سبيل المثال بيت سهيل الخوري وبيت أبناء خازن خازن أبو نمر وبيت لبيب الخازن وبيت على العك. ومقر هذه الحارة قمة التله التي بنيت عليها القرية شانها شان أغلب القرى العربية القديمة التي اعتلت الجبال وقمم التلال. ويوجد في هذه الحارة مسجد يعود تاريخه إلى الفاروق عمر بن الخطاب.

### الحارة الغربية
الحارة الغربية أو حاره النصارى- كما تسمّى وهي مجمع المسيحيين في القرية ويقع قسم من هذه الحارة على قمة التله والقسم الآخر على منطقة بيدر السوق. يوجد في هذه الحارة كنيستان: كنيسة القديس بطرس وبولس للروم الملكيين الكاثوليك على بيدر السوق وكنيسة القديسة برباره الأرثوذكسيَّة.

### حارة السماق
تقع حارة السماق في الجهة الشرقية للبلده القديمة ربما سميت بذلك لكثرة شجار السماق في هذه المنطقة وهي منطقه مشجرة بالزيتون وقسم من شجيرات السماق.(اشتهرت قديماً هذه المنطقة بكثرة الآبار والمغاور لذلك اعتبروا هذه المنطقة سابقا منطقه مخفيه ربطوها بعدة خرافات تعود حول الجن).

### حارة دار بدران
سُميت حارة دار بدران بهذا بسبب كثرة سكان تلك العائلة فيها (بدران) وهي تقع ضمن الحارة القديمة من الجهة الشمالية وكان مقراً لمختار البعنه قبل 1948 «حسين الحاج» ومن بعده بقيت مقراً للمختار أحمد نمر بدران حتى وفاته.

### حارة البيدر
سميت حارة البيدر بهذا لكثرة البيادر فيها سابقا وهي من أكبر الحارات في القرية وجديدة نسبيا للحاره القديمة وتعتبر اليوم المركز الحيوي في القرية حيث يوجد فيها المراكز الحيوية مثل المحال التجارية والملاهي وغيرها.

### حارة البركة
سميت حارة البركة بهذا لوجود البركة فيها سابقاً والتي تمرت نهائيا عام 1987 وهي منطقه واسعه جداً وغير مقتظه وفيها بناية مدرسه ابتدائية والسوق المحلي.

### حارة بيدر السوق
سُميت حارة بيدر السوق بهذا لوجود بيدر كبير آن ذاك واقامة سوق فيها أمّا اليوم لا يوجد سوق ولا بيدر حيث اقتض بالسكان والأبنية وقد كان فيه سابقاً مدرسة بيدر السوق التابعة للاوقاف المسيحية. واليوم تضم على مدرسة دار للسكن. وهذه الحارة مليئه بالآبار وما زال قسم منها ليومنا هذا وتقع هذه الحارة كثغره من ثغرات البلدة القديمة من الجهة الشمالية الغربية بمحاذاة دير الاسد وكل سكانها مسيحيون.

### حارة كرم الدار
من مميزات حارة كرم الدار كروم الزيتون واللوزيات والاشجار المختلفة الأخرى ومن هذه الحارة يمر المدخل الرئيسي للقرية.

### القلعة الشتويات
سميت القلعة الشتويات بذلك لكثرة الصخور فيها أو لكثرة اشجار التين الشتاوي في هذه الحارة ولكن قلبت هذه الحارة رأسا على عقب وأصبحت مركزاً حيويا جدا للقرية حيث يوجد فيها بناية المجلس المحلي، ومقر توزيع البريد ومكز لرعاية الطفل.
القلعة الكبيرهك سمين بذلك لوجود قلعه صغيره في القرية وهذه القلعة تقع جنوب غرب البلدة القديمة وهي حاره متراميه الاطراف واسعه ومنطقه تطوير وبناء جديده ابنيتها راقيه وجميله وغير مكتظه تضم هذه القلعة منطقه كرم الزيت والمعاصر لكثرة معاصر الزيتون فيها في العصور القديمة.

### منطقة الخلال
منطقة الخلال هي أيضاً منطقه واسعة جداً وتقع على الحدود بين مجد الكروم من الجهة الغربية وسميت بذلك لكثره الخلال فيها. والخلال جمع «خله» وهي التله الصغيرة.

### منطقة غدّاره
تقع منطقة غدّاره جنوب شرق البلدة القديمة وربما سميت بهذا الاسم لموقعها حيث تقع في الجهة الشرقية من شارع البعنه-دير الا وهذا الشارع يقع بمنطقة منخفضة بين تلتين تل البعنه 300م وتله أخرى منخفضه أكثر وارتفاعها 150م وفي فصل الشتاء تكثر المياه وخاصة مياه الجرف الشديدة، فكان من الصعب قطع واجتياز هذه المياه للوصول إلى منطقة السهول الشرقية فاطلقوا عليها «غدّارة» لكثرة غدر المياه لمجتازيها.

### منطقه الكرم الأحمر
سُميت منطقه الكرم الأحمر بذلك لكثرة مياه الجرف التي حملت معها طمياً وترابا من جبال دير الاسد ذات التراب الأحمر ولوصول هذا الطمي إلى هذه المنطقة المستويه. ولاستقراره وتجمعه هناك أصبحت تربه المنطقة حمراء بعدما كانت بيضاء. وتضمن المنطقة بيوت من دير الأسد ومن البعنة ولكن المنطقة تعتبر لحدود البعنة.

### منطقة القلعة الصغيرة
تمتاز منطقة القلعة الصغيرة بكثرة صخورها وهي تعتبر منطقة تطوير. فيها بنايه المدرسة الإعدادية انتقل إليها قسم من البدو الذين سكنو سابقا بالقرب من مدينة كرمئيل غربا قبل حوالي 20 عاما ونيفاً.
منطقة يسكن فيها سكان من الطبقة الغنية، واقيم مجلس البعنة بهذه المنطقة المفضلة لدى العديد من السكان المحليين واقيم بهذه المنطقة محل عام وجميل يسمى ليالي السهر لصاحبه يوسف لافي. وفيها بناية مسجد النور.

### العريض
تقع منطقة للعريض بالقرب من البركة في سفوح جبال دير الأسد.

### حارة دار تيتي
حارة دار تيتي هي حاره غير كبيرة تتبع لحاره البيدر مقتظه بالسكان والأبنية.

### الخنقة
سميت الخنقة بهذا الاسم لكثرة وغمر المياة لها في فصل الشتاء و«خنقها» أي ملئها وطمسها.

### الموبرة
منطقه الموبرة هي منطقة صغيره نسبياً بالمقارنة مع حارات القرية الآخرى ومن أهم مميزاتها انها غير مسكونه وهي منطقه صخرية تقع جنوبي حارة كرم الدار.

## التعليم
حسب احصائيات دائرة الاحصاء المركزية لعام 2021 بلغ عدد التلاميذ في مدارس القرية 1968 تلميذا. يوجد في القرية 5 مدارس لكل مرحلة تعليمية. بلغت نسبة الحاصلين على شهادة البجروت لعام 2021 في القرية 60.5% من طلاب صفوف الثاني العشر. بلغت نسبة الطلاب المتسربين في القرية 0.50% من عدد طلاب القرية. وبلغت نسبة الطلاب الاكادميين 3.2%.